# Viačeslavas Sukristovas
Viačeslavas Sukristovas (Vilnius, 1961. január 1. –) Európa-bajnoki ezüstérmes szovjet válogatott litván labdarúgó, edző.

## Pályafutása

### Klubcsapatban
1984 és 1990 között a Žalgiris Vilnius csapatában játszott, majd rövid ideig a Lokomotyiv Moszkva játékosa volt. Később több izraeli csapatnak is tagja volt a 90-es években.

### A válogatottban
1988-ban 4 alkalommal szerepelt a szovjet válogatottban. Részt vett az 1988-as Európa-bajnokságon, de nem lépett pályára. 1990 és 1997 között 26 alkalommal játszott a litván válogatottban és 2 gólt szerzett.

## Sikerei, díjai
Szovjetunió
- Európa-bajnoki döntős (1): 1988

## Külső hivatkozások
- Viačeslavas Sukristovas adatlapja a National-Football-Teams.com oldalon (angolul)

- Viačeslavas Sukristovas. eu-football.info
- Viačeslavas Sukristovas. Footballdatabase.eu
- Viačeslavas Sukristovas (orosz nyelven). rusteam.permian.ru